# Burchard (Nebraska)
Burchard è un villaggio degli Stati Uniti d'America della contea di Pawnee nello Stato del Nebraska. La popolazione era di 82 persone al censimento del 2010. Qui nacque l'attore Harold Lloyd.

## Storia
Burchard venne fondata nel 1881 quando la Chicago, Burlington and Quincy Railroad è stata estesa fino a quel punto. La comunità prende il nome da un ecclesiastico locale. Burchard è stato incorporato come villaggio nel 1884.

## Geografia fisica
Burchard è situata a 40°08′55″N 96°20′53″W (40.148701, -96.348114).
Secondo lo United States Census Bureau, ha un'area totale di 0,16 miglia quadrate (0,41 km²).

## Società

### Evoluzione demografica
Secondo il censimento del 2010, c'erano 82 persone.

### Etnie e minoranze straniere
Secondo il censimento del 2010, la composizione etnica del villaggio era formata dal 100,0% di bianchi.

## Monumenti e luoghi d'interesse
La casa natale di Harold Lloyd è un museo dedicato al celebre attore di film muti. 